# オルグ (社会運動)
オルグとは、主に左派系団体・政党が組織拡大のために、組織拡充などのために上部機関から現地派遣されて労働者・学生など大衆に対する宣伝・勧誘活動で構成員にしようとする行為、またはその勧誘者を指す。
この言葉そのものはいわゆる既成左翼・新左翼の内部の肯定的利用、または外部による批判利用、カルト的宗教団体勧誘批判の意味で主に使われている。この項目では、主に日本の新左翼、既成左翼、労働組合における組織拡大のための勧誘行為、行為者について記述する。
オルグは、英語のorganizeの略称「org」に由来する。「オルグ」を担当する者、組織活動内の指導や未組織層の動員や組織加入、組合結成を促進、または資金調達などのために上部機関から派遣される工作者をオルガナイザー（Organizer）という。

## 概要
1960年代から1970年代にかけては、左翼各党派は比較的容易に構成員を獲得することができた。そのため、時間をかけてじっくりと構成員を獲得していくノウハウが各党派間で編み出されていった。平野悠は中央大学に通っていたが、当時の中央大学は過激な学生運動家・複数の派閥の新左翼団体が多数入り乱れていたことで有名だった。彼は高卒直後であったこともあり、大学生入学初期に新左翼団体のオルグを受けて加入している。最初は日本革命的共産主義者同盟革命的マルクス主義派（革マル派）に入ったが、「性に合わなかった」として辞めている。そして、日本革命的共産主義者同盟（第四インターナショナル日本支部）に入った。更には、四トロ時代に学費闘争、「権力との戦い」に参加し、最終的にブント（共産主義者同盟）に入った。ところが1972年にあさま山荘事件とその犯人逮捕から発覚した山岳ベース事件で連合赤軍の総括に代表される残虐性や内ゲバが国民全体へ広く知られたことにより、新左翼のイメージは大暴落して新規構成員の獲得どころか組織の維持すら劇的に困難になった。前述の平野も内ゲバで左翼そのものに失望し、学生運動自体をやめている。
三里塚闘争（成田闘争）においても中核派など新左翼が空港反対派の農民に対して無償奉仕することで地権者組織に取り込み、構成員や賛同者に仕立てていくオルグ活動をしていた。当初の地権者の大多数が補償地や金を受け取って行く中で、反体制活動や闘争がしたいだけの新左翼の介入のために問題の長期化、主に成田空港建設側に複数の死傷者を出す結果に繋がった。

## 勧誘手段

### 選定
まず、最初に構成員たるに相応しい人物の選定が行われる。選定の場として利用されるのが大学のクラブ活動である。新左翼党派は拠点校となっている大学に偽装サークルを数多く設けて、学生を待ち構えている。これらの偽装サークルは「○○問題研究会」といった知的・真面目な雰囲気を醸し出しており、これに関心を持つ学生も真面目なタイプが多い。そういった学生を最初は偽装サークルに入会させるのである。
そして新入会員に対して、これまでの経歴や性格や家族構成など様々な項目の調査が秘密裏に行われる。この調査を通じて、以下に該当する者が構成員候補として選ばれる。
- 反社会的人格を持つ人物であること。
- 親族に警察官など「権力機関の構成員」がいないこと。
- 社会問題に関心はあるものの、特定の価値観に染まっていないこと。

### 構成員候補への工作
構成員候補として選ばれた者は、日々のサークルの学習会とは別に、個別の学習会が行われる。この勉強会では「現代社会の矛盾は資本主義体制にあり」といった新左翼党派のイデオロギーに沿った学習が行われ、次第に「資本主義体制に抗う革命家」を自己の存在理由とするように仕向けるのである。
性的関係に持ち込むことで構成員に勧誘する手法（肉体オルグ）も利用されており、末端の構成員獲得に多大な貢献をしている。

### 構成員獲得
そしてある程度理解が深まったら、正式に構成員として認められる。こうして得られた構成員は信念が強く組織に対する忠誠心が高いと評価されている。